# Działko GSz-6-30
GSz-6-30 (ros. ГШ-6-30, skrót od nazwisk konstruktorów Griaziew-Szypunow) – sześciolufowe działko automatyczne systemu Gatlinga kalibru 30 mm skonstruowane w Związku Radzieckim.

## Historia i konstrukcja
Działko skonstruowali Graziew i Szypunow w 1963 roku, próby fabryczne trwały do 1966 roku. Pierwotnie armata była przeznaczona do systemów bliskiej obrony okrętów (CIWS); seryjną produkcję dział, oznaczonych AO-18, rozpoczęto w 1974, a oficjalnie zostały przejęte, jako część systemu przeciwlotniczego AK-630, 6 stycznia 1976 roku.
Na bazie działka AO-18 konstruktorzy zbudowali wersję lotniczą (AO-18A, plany konstrukcyjne zostały zaaprobowane w marcu 1971 roku), która różniła się od morskiej przede wszystkim rezygnacją z wodnego chłodzenia bloku luf i zastosowania chłodzenia wyłącznie powietrznego, co pozwoliło znacząco zmniejszyć masę konstrukcji. Problemem było początkowe bardzo szybkie przegrzewanie się luf, co uniemożliwiało wystrzelenia na raz więcej niż 150 naboi, a potem konieczne było odczekanie ok. 15 min. aż do wystudzenia broni. Konstrukcja nie wypełniała więc wymagań, które przewidywały możliwość wystrzelenia 300 naboi jednym ciągiem. Nie udało się też powiększyć szybkostrzelności z 5000 strz./min. (jak A0-18, wersja morska) do 6000 strz./min.
Działko wprowadzono oficjalnie do służby pod oznaczeniem 9-A-621 w 1974 roku. W trakcie produkcji usuwano defekty konstrukcyjne – w szczególności wczesne modele cierpiały z powodu częstych zacięć po oddaniu krótkiej serii. Działko było instalowane na samolotach Su-24 (z zapasem 500 naboi), Su-25T i MiG-27; ten ostatni był jedyną maszyną realnie używającą tej broni.
Podobnie jak morski pierwowzór automatyka broni jest napędzana energią gazów prochowych (pierwszy impuls jest ze zbiornika sprężonego powietrza), co odróżnia je od amerykańskich działek obrotowych, które z reguły mają zewnętrzny system napędowy (elektrycznymi, pneumatyczny lub inny). Użycie napędu zewnętrznego zwiększa niezawodność i zmniejsza obciążenie konstrukcji samej broni (zewnętrzny silnik napędza też mechanizm dosyłania amunicji), kosztem znaczącego zwiększenia masy całego układu. Ponadto działka z zewnętrznym napędem dużo wolniej (0,25–1 sek.) rozpędzają się do prędkości obrotowej umożliwiającej uzyskanie nominalnej (maksymalnej) szybkostrzelności. Szybkie osiągnięcie maksymalnej szybkostrzelności jest bardzo ważne podczas walk powietrznych, gdzie czas na celny ostrzał przeciwnika jest często bardzo krótki, a ponadto działka o wirującym bloku luf cierpią na zmniejszoną celność prowadząc ogień w innym tempie niż nominalne. Rosyjskie konstrukcje osiągają szybkostrzelność maksymalną niemal bez zwłoki.
GSz-6-30 jest zasilany amunicją 30 × 165 mm w taśmach, a inicjowanie ładunku miotającego odbywa się elektrycznie. Poważnym problemem okazał się być olbrzymi odrzut wynoszący 5500 kg i bardzo silne drgania podczas strzelania. Mimo zamontowania działka pod kątem 1°13' w dół, zamontowania dodatkowych osłon i zmniejszenia szybkostrzelności do 4000 strz./min., siły działające na kadłub samolotu były bardzo duże, a MiG-27 był pierwotnie lekkiej konstrukcji myśliwcem. Uszkodzenia reflektorów były tak częste, że w przypadku lotów nocnych wprowadzono obowiązek lądowania na oświetlonych lotniskach. Często zawodził mechanizm wypuszczania przedniego podwozia, co w skutkowało uszkodzeniem, lub zniszczeniem samolotu podczas lądowania. Na drgania wrażliwa była też elektronika (żyroskopy, radia, aparatura nawigacyjna; jeden pilot wrócił na lotnisko przytrzymując ręką panel instrumentów pokładowych, który wypadł mu od wstrząsów na kolana). Uszkodzeniu ulegały elementy strukturalne kadłuba - w jednym samolocie rozłączyły się sworznie owiewki kabiny pilota, która odpadła w locie. Przegrzewanie się luf mogło doprowadzić do przedwczesnego wystrzału, lub nawet detonacji pocisku w lufie, co spowodowało utratę co najmniej jednej maszyny.
By zmniejszyć obciążenia dla konstrukcji płatowca, strzelano krótkimi seriami (30-40 pocisków), co przy dużej szybkostrzelności i masie pocisku, i tak pozwalało wystrzelić w cel ok. 14 kg pocisków, w połączeniu z zaawansowanym systemem celowania, dawało bardzo dużą siłę niszczącą. Wersja lotnicza działka GSz-6-30 została wycofana z uzbrojenia wraz z wycofaniem ze służby samolotów MiG-27.

## Wersja morska
Pierwotna wersja działka AO-18 wykorzystywana w systemie AK-630 miała wodne chłodzenie bloku luf, co dawało możliwość oddania ciągłej serii nawet 400 pocisków przy szybkostrzelności 5000 strz./min. Działko miało masę 205 kg i długość lufy 54 kalibry; prędkość wylotowa pocisków sięgała 880 m/s. Po wystrzeleniu 2000 pocisków zużycie luf powodowało zmniejszenie celności. Problem ten usunięto w zmodernizowanym dziale GSh-6-30K, którego trwałość luf miała być nie mniejsza niż 12 tys. strzałów (przeznaczone ono było do systemu AK-630M1-2 Roj, z dwoma działkami, który nie wszedł jednak do służby. W międzyczasie opracowano też wersję GSh-6-30Ł, o zmniejszonej do 1000 strz./min. szybkostrzelności, dzięki czemu można było zrezygnować z wodnego chłodzenia luf. Ta lżejsza wersja była częścią systemu AK-306 przeznaczonego dla mniejszych jednostek.
Odmiana działka GSz-6-30 pod nazwą AO-18K jest wykorzystywana w morskim systemie przeciwlotniczym AK-630M-2, a także Kortik-M stanowiącym uzbrojenie lotniskowca „Admirał Kuzniecow” oraz fregaty „Nieustraszymyj”, oraz w systemach Pałasz i Pancyr-M.